# Spuisluis Middelburg

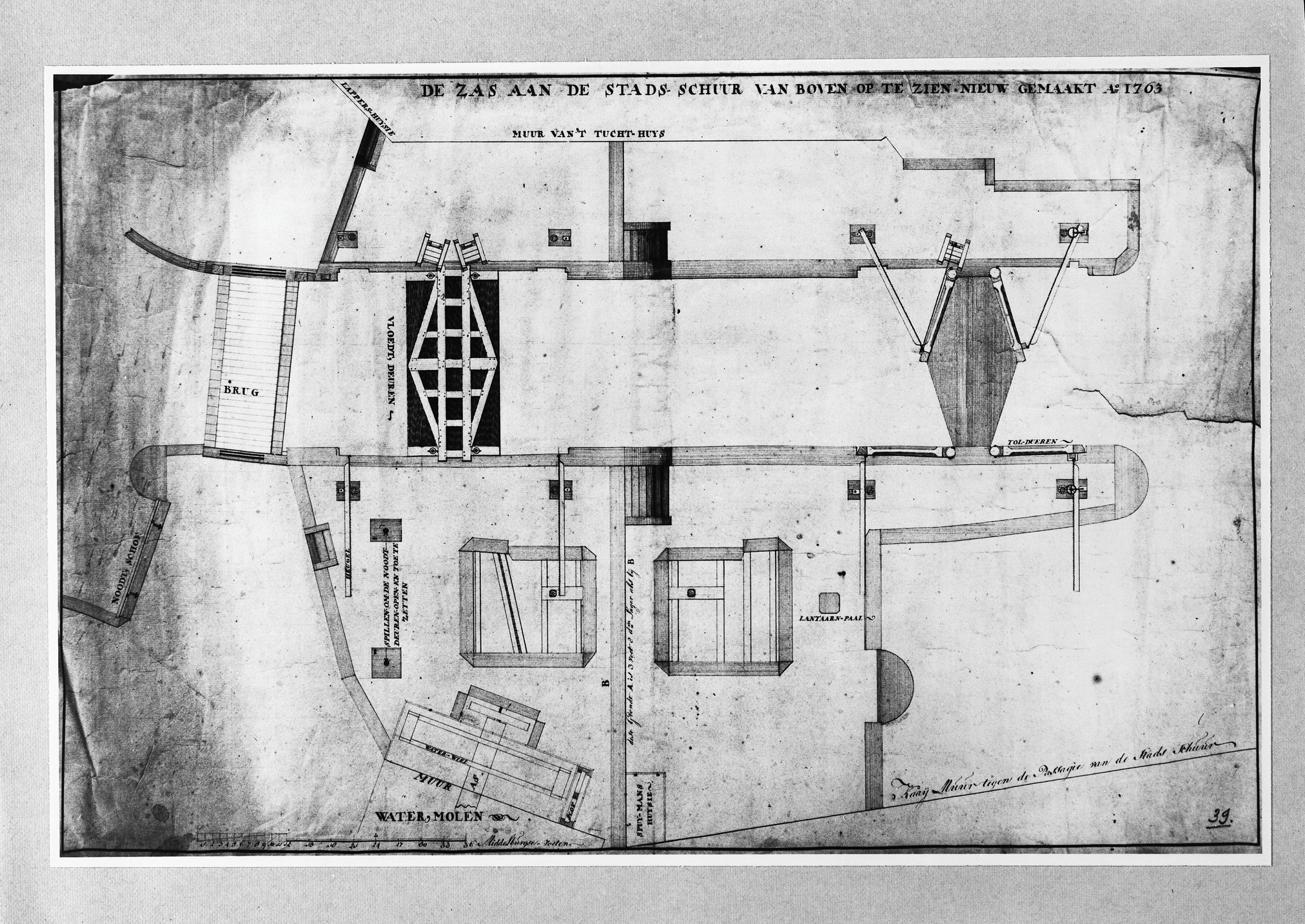
Plattegrondtekening

De spuisluis in Middelburg in de provincie Zeeland is een rijksmonument.

## Geschiedenis
De spuisluis aan de naastgelegen getijdenmolen werd omstreeks 1763 gebouwd toen Middelburg nog een directe en natuurlijke zeeverbinding had en het getij moest geregeld worden. Deze sluis was zodanig geconstrueerd dat het water zowel bij eb als bij vloed dezelfde stroomrichting had. Naderhand is parallel aan de spuisluis een schutsluis voor het scheepvaartverkeer aangelegd. Na de aanleg van het Kanaal door Walcheren verdween het getij uit de stad en werd de sluis in 1873 overbodig.
De hardstenen sluis is verbonden door twee brugbogen met de straat Stadsschuur en heeft gietijzeren balustrades. De sluis kreeg in 1966 de status van rijksmonument.